# ナッジ・ナッジ
ナッジ・ナッジ（英: Nudge Nudge）は、エリック・アイドル作の、モンティ・パイソンによるスケッチ。邦題には「このお、ちょんちょん」も用いられる。原題は "Candid Photography"（露わな写真、との意味）だが、英語圏でも「ナッジ・ナッジ」の名称で親しまれている。なおこの "nudge" とは、「注意を引くため肘を軽くつつく」との意味であり、ジーニアス英和辞典の同項目には、例文 "nudge nudge (wink wink)" の意味として、「前言の性的な含みに注意を促す表現」との解説が付けられている。
このスケッチは、『空飛ぶモンティ・パイソン』第1シリーズ第3話「遠くから異なる種類の木を見分ける方法」で放送された。スケッチの作者でもあるアイドルと、テリー・ジョーンズによる、パブでのスケッチである。
日本では、「ナッジ・ナッジ」の訳語である「このお、ちょんちょん！」が、アイドルの声を吹き替えた広川太一郎の傑作台詞として知られている。

## あらすじ
パブの一席に、若い男（エリック・アイドル）と紳士（テリー・ジョーンズ）が座っている。紳士は隣の男に構わずビールを飲んでいるが、突然若い男が彼を質問攻めにする。どうやら紳士の妻について聞きたい様子だが、「分かってるんだろ、ちょんちょん、言うな言うな」とまくし立てるだけで話が進まない。
紳士は男を押し売りと勘違いするが、男は構わず喋り続ける。「奥さんスポーツやるの？」と話を強引に水着の話へ持ち込んだ男は、紳士に「奥さんの露わな写真（英: Candid Photography）あるんでしょ」と持ちかける。
遂に紳士は堪忍袋の緒が切れ、ジョッキを置いて「何か聞きたいのか！」と男に問う。すると今までまくし立てていた男は急にもじもじし始める。男はやっとのことで「奥さんと寝たことあるの？…どんな感じ？」と聞き、紳士の顔が大写しになってスケッチは終了する。

## パイソンズ作品での利用
このスケッチは、1971年のスピンオフ映画『モンティ・パイソン・アンド・ナウ』でリメイクされている。1974年のライブ『ライブ・アット・ドルリー・レーン』、1980年のライブ『モンティ・パイソン・ライブ・アット・ザ・ハリウッド・ボウル』でも演じられた（後者の様子は1982年に映画としてリリースされている）。また、テレビシリーズ『ミッドナイト・スペシャル』にパイソンズが出演した際にも演じられている。
このスケッチの初出では、スケッチの前に「子供インタビュー」として短いつなぎスケッチが置かれている。ここでは、アイドル、ジョーンズ、ペイリンの3人が小学生を、彼らにインタビューするテレビマンをクリーズが演じている。インタビュー中に、アイドル演じる小学生は自分がこのスケッチを書いたと述べ、そのまま「ナッジ・ナッジ」のスケッチへと繋がり
、つまりこのスケッチは小学生が書いたという設定になっている。
『モンティ・パイソン・アンド・ナウ』においては、次のシーンでジムに繋がり、修道女に扮してローイングエルゴメーターに乗ったテリー・ギリアムが登場する（但しギリアムの台詞には女性の声がかぶせられている）。次のスケッチは「フルーツから身を護る方法」である。
パブの迷惑客としてアイドルが演じたこのキャラクターは、後のエピソードでも「アーサー・ネーム」（英: Arthur Name）として何度か登場している。例えば第1シリーズ第9話「アリのご紹介」最終スケッチの「招かれざる訪問者たち」などである。
2014年の『モンティ・パイソン 復活ライブ!』では、このスケッチに続けて、曲「ナッジ・ラップ」が流された。この曲は「恐怖のブラックメイル」とこのスケッチ用に新しく編曲されたものである。この曲には、アイドルによるスケッチ中の台詞がいくつか使われている
。また直前のスケッチは「アホウドリ」である。

## 歴史
このスケッチは、元々アイドルが、ロニー・バーカーの別の番組のために書き下ろしたものだった。このスケッチは後に脚本からカットされてしまった。アイドルはこのスケッチが放送に適していないとして、脚本が拒否されたことを素直に認めている。
このスケッチは、パイソンズの作品中で、明確なオチ（パンチライン）のある数少ないスケッチである。

### 日本語吹替版
アイドルの声は広川太一郎が吹き替えていたが、「広川節」とも言われる彼の軽妙な台詞を聞く上で、このスケッチは代表作として知られている。とり・みきは、「アイドル自身も言葉遊びの多い台詞を書くが、広川の台詞はそれを吹替で再現した」として絶賛している。

## スケッチへの反応
エルヴィス・プレスリーはモンティ・パイソンの大ファンであった。アイドルやニール・イネスが参加したパロディ・バンド、ザ・ラトルズのDVD特典では、アイドル自身が「『ナッジ・ナッジ』はプレスリーのお気に入りスケッチだった」と語っている。
アイドルはブレークアウェイ・チョコレート・バーのテレビCMでこのスケッチを再演している。最後のオチでは、この商品名がコールされた。『ライブ・アット・ドルリー・レーン』ではこの台詞をしっかりと聞き取ることができる。